# Blobe Ziege

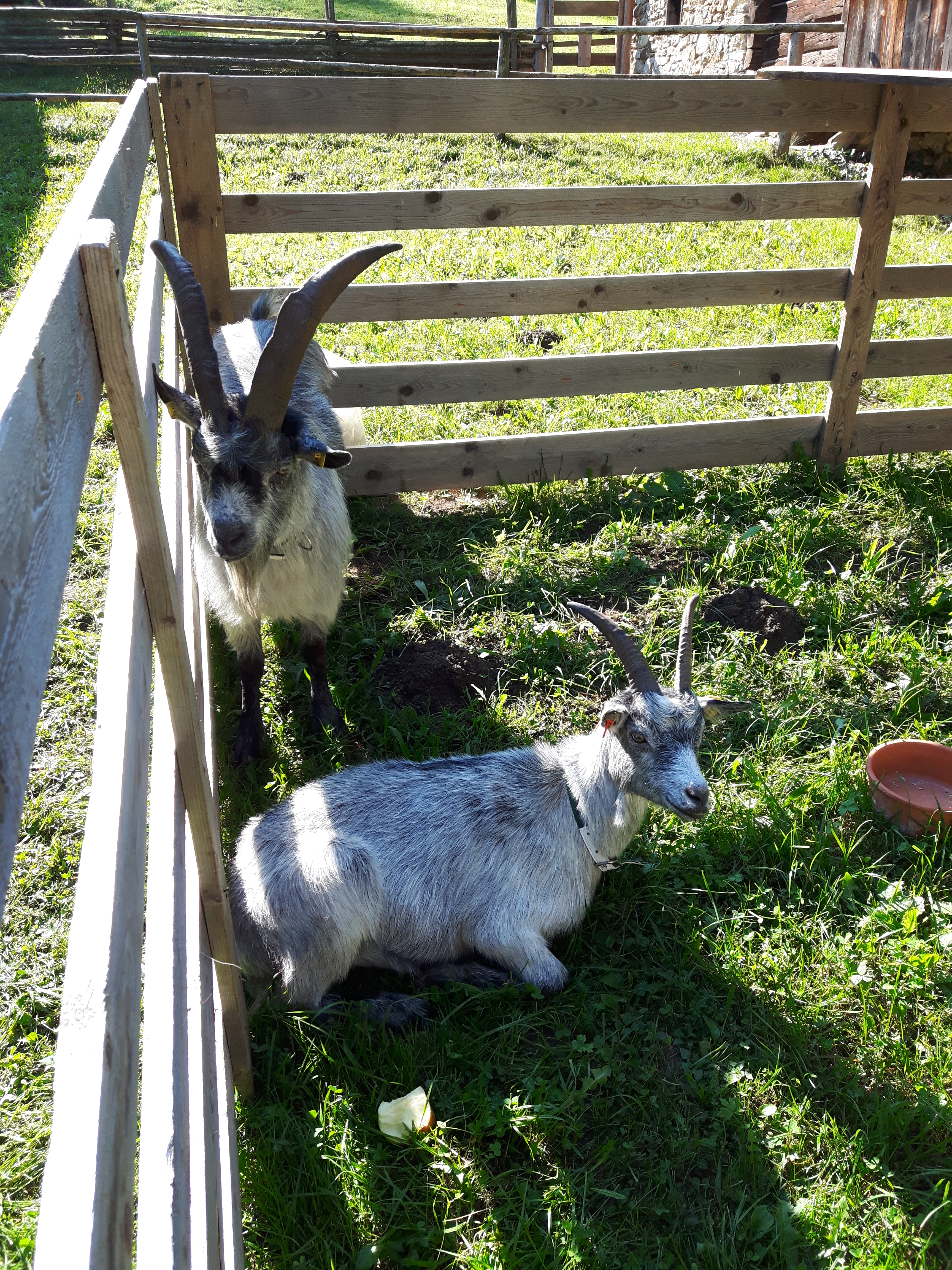
Zwei Blobe Ziegen

Die Blobe Ziege (tirolerisch für Blaue Ziege) ist eine Tiroler Gebirgsziege.

## Exterieur
Die Blobe Ziege ist nach ihrer blaugrauen Mantelzeichnung benannt. Sie ist stämmig und mittelgroß bis groß; ausgewachsene weibliche Tiere wiegen 50 bis 75 Kilogramm, männliche zwischen 65 und 85. Hals und Kopf sind jeweils mittellang, der Kopf recht breit mit konkavem Nasenbein. In der Regel sind Blobe Ziegen behornt.
Das Fell über der dichten Unterwolle ist normalerweise mittel- bis kurzhaarig, doch werden auch langhaarige Blobe Ziegen im Herdbuch verzeichnet. Während das Fell am Körper nur Grautöne in weichen Übergängen zeigen darf, ist ein weißer Fleck am Kopf sowie ein weißer Spiegel erlaubt. Die Beine dürfen grau bis schwarz gestiefelt sein; am Kopf sind in der Regel dunkelgraue bis schwarze Bereiche zu finden.
„Blob Ganserte“ bezeichnet eine Farbvariante, bei der nur die hintere Körperhälfte grau ist, die vordere weiß.
Das Euter ist hoch angesetzt, was die Verletzungsgefahr in unwegsamem Gelände reduziert.

## Nutzung
Blobe Ziegen können in einer Höhe von 2500 bis 3000 Metern über dem Meeresspiegel gehalten werden und können durch die Beweidung von Hochlagen, in denen andere Weidetiere an ihre Grenzen stoßen, das Fortbestehen von Hochalmen unterstützen. Sie sind robust, trittsicher, muskulös und gute Futterverwerter.
Die Blobe Ziege zählt zu den Mehrnutzungsrassen. Sie hat eine für Ziegen untypisch breiten Rücken, eine tiefe Brust und ein breites Becken. Dank ihrer guten Bemuskelung ist sie auch als Fleischlieferant interessant und nicht nur für die Milchwirtschaft.

## Zuchtgeschichte
Die Blobe Ziege ist nur noch in geringen Bestandszahlen vorhanden; im ÖPUL 2007 des Agrarumweltprogramms wurde sie als hoch gefährdet eingestuft. Der Verein „Blobe Goaß“ und ARCHE Austria versuchen, die alte Ziegenrasse zu retten. Der Tiroler Ziegenzuchtverband ist am Aufbau einer planmäßigen Erhaltungszucht, die seit 2007 betrieben wird, beteiligt. Im Jahr 2009 wurde die Blobe Ziege von der Österreichischen Vereinigung für Genreserven offiziell als eigenständige Rasse anerkannt, nachdem eine molekulargenetische Untersuchung stattgefunden hatte und die Blobe Ziege von verschiedenen anderen Rassen abgegrenzt worden war. Damals waren im Herdbuch 57 Tiere verzeichnet.
Nur in einzelnen Gebieten Nord- und Südtirols hatten sich Vertreterinnen der Rasse gehalten.
Um die Milchleistung abzusichern, müssen Züchter zwischen dem 30. und dem 35. Lebenstag der Kitze eine Gewichtskontrolle durchführen. Das Gewicht der Kitze soll dann zwischen 11 und 13,5 Kilogramm liegen.